# Dong Zhongshu
Dong Zhongshu (xinès: 董仲舒; wade-Giles: Tung Chung-shu; 179–104 aC) fou un filòsof, escriptor, polític i erudit xinès de la dinastia Han. Tradicionalment associat amb la promoció del confucianisme com a ideologia oficial de l'estat imperial xinès. Com a filòsof fusionà les escoles de pensament confuciana i Yin-yang. Fou desterrat a la cancelleria de Weifang pel seu adversari Gongsun Hong, qui va promoure la retirada parcial de Dong de la vida política, i els seus ensenyaments es van transmetre des d'allà. No obstant això, va gaudir d'una gran influència a la cort en les últimes dècades de la seva vida.

## Pensament
Com a filòsof, Dong elaborà la teoria de la interacció entre el cel (tian) i la humanitat (ren). L'emperador seria l'ambaixador del cel a la terra i les catàstrofes naturals, com ara les inundacions i les sequeres, seria la manera que té el cel d'advertir que examina la conducta de l'emperador i corregeix els seus errors. Yang (llum, positiu, mascle) i yin (fosc, negatiu, femení) són les dues forces fonamentals de l'univers i, per tant, s'han de mantenir en harmonia. El governant té el deure de preservar aquesta harmonia. Ha d'evitar disturbis per cuidar i educar a la seva gent. Pot reformar les institucions quan sigui necessari, però mai no pot alterar o destruir els principis morals bàsics del cel. En el sistema de Dong, el governant té la posició central, sens dubte una de les principals raons per les quals l'emperador Wu acceptà el confucianisme. Els erudits confucians són els qui interpretarien els portents i, així, realitzen un control sobre les polítiques del governant.
El Chunqiu fanlu ("Rosada luxuriant dels annals de primavera i tardor") de Dong, és una de les obres filosòfiques més importants del període Han. En ella, Dong va interpretar el clàssic confuncià "Anals de primavera i tardor" (Chunqiu), una crònica dels esdeveniments de Lu, l'estat natiu de Confuci, entre el 722 aC. i 481 aC., suposadament editada per Confuci. Dong va considerar que Confuci no només registrava els esdeveniments de tal manera que els executava, també establia les normes que s'utilitzarien per governar les dinasties futures. Segons Dong, Confuci entenia la relació entre l'home i la naturalesa i, per tant, la manera d'interpretar portents i presagis.